# پی‌ال‌زد پی-۴۳
پی‌ال‌زد پی-۴۳ (به انگلیسی: PZL.43) یک هواگرد ملخ‌پیشین تک‌موتوره از نوع بمب‌افکن سبک و عملیات شناسایی ساخت شرکت Państwowe Zakłady Lotnicze است. هواگرد پی‌ال‌زد پی-۴۳ نخستین پروازش را در فوریه ۱۹۳۷ میلادی انجام داد. این هواگرد در سال ۱۹۳۷ میلادی رسماً معرفی گردید و در سال‌های ۱۹۳۷–۱۹۳۹ تولید شده‌است. در مجموع، تعداد ۵۴ فروند از این هواگرد ساخته شده‌است.